# Prospalta viridaria
Prospalta viridaria är en fjärilsart som beskrevs av Swinhoe 1902. Prospalta viridaria ingår i släktet Prospalta och familjen nattflyn. Inga underarter finns listade i Catalogue of Life.